# Olympiade d'échecs de 1972

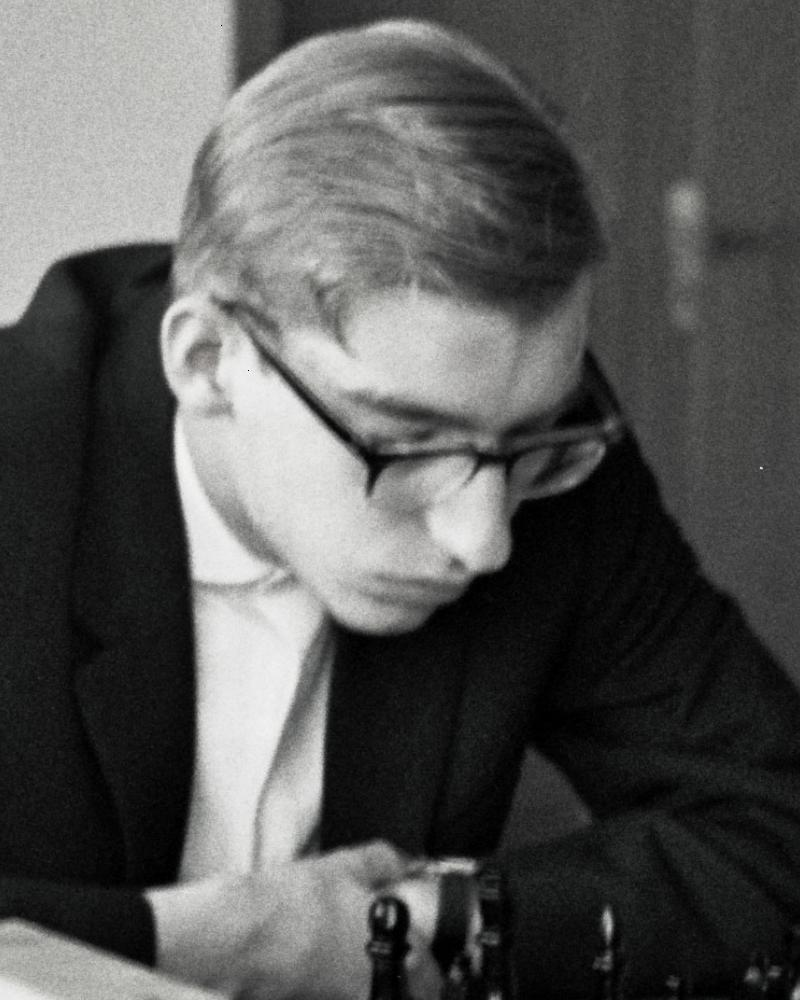
Robert Hübner. médaille d'or au tableau 1.

L'Olympiade d'échecs de 1972 est une compétition mondiale par équipes et par pays organisée par la FIDE. Les pays s'affrontent sur 4 échiquiers. Chaque équipe peut présenter 6 joueurs (4 titulaires et 2 suppléants).
Cette 20e Olympiade s'est déroulée 18 septembre au 13 octobre 1972 à Skopje en Yougoslavie, aujourd'hui capitale de la Macédoine.
Les points ne sont pas attribués au regard des résultats des matches inter-nations, mais en fonction des résultats individuels sur chaque échiquier (un point par partie gagnée, un demi-point pour une nulle, zéro point pour une défaite).

## Tournoi masculin

### Contexte
La ville de Skopje a été reconstruite après le tremblement de terre de 1963. La tuerie des Jeux olympiques de Munich quelques semaines avant, amène les organisateurs à prendre des mesures de sécurité extrêmes. La FIDE revient sur sa position et ne fixe pas de limite au nombre d'inscriptions. Cette olympiade réunit 63 nations.
L'Afrique du Sud et la Rhodésie, coupables d'apartheid, n'obtiennent pas de visa yougoslave pour la compétition.
La compétition se déroule sur deux tours. Les équipes sont réparties en 8 groupes éliminatoires, les deux premiers de chaque groupe se disputant la finale A, les deux suivants la finale B, etc. jusqu'à 4 poules finales. Les poules finales sont passées à 16 participants.
La FIDE revient également sur la règle de Lugano et de Siegen : les équipes se rencontrant en éliminatoires devront rejouer entre elles en finales.

### Résultats
| Classement final |                      |      |
| 1er              | Union soviétique     | 42   |
| 2e               | Hongrie              | 40,5 |
| 3e               | Yougoslavie          | 38   |
| 4e               | Tchécoslovaquie      | 35,5 |
| 5e               | Allemagne de l'Ouest | 35   |

La France gagne la finale D, mais finit 48e du tournoi.

### Participants individuels
- Pour l'URSS : Petrossian, Kortchnoï, Smyslov, Tal, Karpov, Savon.
- Pour la Hongrie : Portisch, Bilek, Forintos, Ribli, Csom, Sax.
- Pour la Yougoslavie : Gligorić, Ivkov, Ljubojević, Matanović, Matulović, Rukavina.
- Pour la France : Rossolimo, Todorcevic, Letzelter, Huguet, Raizman, Haïk

Quelques GMI sont absents, et en premier lieu Fischer et Spassky qui viennent de terminer leur championnat du monde. 
Le Danois Jens Enevolden représente son pays 39 ans après sa première participation à Folkestone (1933). Rossolimo retrouve l'équipe de France, qu'il a déjà représenté en 1950, après avoir entretemps fait trois olympiades pour les États-Unis.